# 海洋 (马丁·盖瑞斯歌曲)
《海洋》（英語：Ocean）是荷兰音乐制作人兼DJ马丁·盖瑞斯主唱，美国歌手兼词曲作家哈立德伴唱的歌曲。歌曲由哈立德、小德温·惠特摩尔和伊尔西·朱伯填词作曲，盖瑞斯和乔治·图伊福特制作，并于2018年6月15日连同音乐视频通过戳印唱片发行。

## 背景
2017年10月，哈立德转发了盖瑞斯引用一位要求他们合作的歌迷的推特，盖瑞斯回复说：“让我们一起吧”。2018年4月17日，哈立德在《公告牌》音乐奖的Facebook直播采访中首次透露了他与盖瑞斯进行了合作。盖瑞斯后来向Kenh14新闻透露了《海洋》的更多细节，他说：“现在，我可以宣布我和哈立德将推出一首新歌。他是一名伟大的歌手。歌曲将于6月初发行。我真的很兴奋。”在2018年《公告牌》音乐奖上接受Sirius XM Hits 1的采访时，盖瑞斯公布了歌曲名称和发行日期。2018年6月11日，《海洋》的单曲封面正式发布。

## 音乐视频
2018年6月15日，《海洋》音乐视频通过盖瑞斯的YouTube频道发布。
这段视频在安大略哈密尔顿的一个仓库里拍摄，那里没有水电。制片组建造了舞台灯光，LED和一座由玻璃和镜子组成的建筑以配合歌曲氛围。截至2020年8月，视频的浏览量已超过2.6亿次。

## 评价
《公告牌》的凯特·贝因（Kat Bein）认为《海洋》“非常适合哈立德的灵魂乐曲”，他给听众“在盖瑞斯缓缓燃烧的节奏中展现了其丰富的中音和温柔的假声”。《Your EDM》的马修·梅多（Matthew Meadow）形容《海洋》是“迄今为止我们听到的盖瑞斯所有歌曲中最圆润的”，哈立德风格得以更多的体现，尽管因此大部分盖瑞斯的标志性音乐风格未能体现。Dancing Astronaut的克里斯·斯塔克（Chris Stack）写道，两人“将电子音乐与摇滚和R&B元素融合在一起，形成了一首平静和谐的舒缓音乐”，同时还提到这是哈立德“进军EDM”的又一进步。

## 制作人员
认证来自于Tidal。
- 馬汀·蓋瑞克斯 – 制作，混音工程
- 哈立德 – 人声
- 乔治·图伊福特（英语：Giorgio Tuinfort） – 制作
- 丹尼斯·科西亚克（Denis Kosiak） – 工程，人声制作

## 榜单表現
| 榜单（2018年-2019年）                        | 最高排名 |
| -------------------------------------------- | -------- |
| 澳大利亚（澳大利亚唱片业协会單曲榜）         | 12       |
| 奥地利（Ö3四十强单曲榜）                     | 23       |
| 比利时佛兰德（Ultratop五十强单曲榜）         | 42       |
| 比利时瓦隆（Ultratop五十强单曲榜）           | 48       |
| 加拿大（Canadian Hot 100）                   | 28       |
| 克罗地亚（克羅地亞廣播電視台）               | 22       |
| 捷克（電台百強單曲榜）                       | 15       |
| 捷克（百強數位單曲榜）                       | 12       |
| 丹麦（Tracklisten）                          | 17       |
| 法国（法國唱片出版業公會單曲榜）             | 127      |
| 德国（德國官方單曲榜）                       | 38       |
| 匈牙利（四十強單曲榜）                       | 15       |
| 匈牙利（四十強串流榜）                       | 10       |
| 爱尔兰（愛爾蘭唱片音樂協會）                 | 14       |
| 意大利（意大利音乐产业联盟）                 | 78       |
| 拉脱维亚（拉脱维亚四十强榜）                 | 12       |
| 马来西亚（马来西亚唱片业协会榜）             | 7        |
| 荷兰（荷蘭四十強單曲榜）                     | 6        |
| 荷兰（百强单曲榜）                           | 16       |
| 新西兰（新西兰唱片音乐协会）                 | 11       |
| 挪威（世界之路榜單）                         | 14       |
| 葡萄牙（葡萄牙唱片業協會单曲榜）             | 16       |
| 罗马尼亚（百强电台榜）                       | 5        |
| 蘇格蘭（官方榜单公司單曲榜）                 | 8        |
| 新加坡（新加坡唱片业协会）                   | 7        |
| 斯洛伐克（電台百強單曲榜）                   | 78       |
| 斯洛伐克（百強數位單曲榜）                   | 15       |
| 西班牙（西班牙音樂製作協會）                 | 88       |
| 瑞典（瑞典最熱榜）                           | 11       |
| 瑞士（瑞士热门音乐榜）                       | 25       |
| 英國（官方榜单公司單曲榜）                   | 25       |
| 美国（《告示牌》百大單曲榜）                 | 78       |
| 美國（《告示牌》Dance Club Songs）           | 10       |
| 美國（《告示牌》Hot Dance/Electronic Songs） | 5        |

| 榜单（2018年）                       | 排名 |
| ------------------------------------ | ---- |
| 澳大利亚（澳大利亚唱片业协会单曲榜） | 62   |
| 荷兰（荷兰四十強单曲榜）             | 51   |
| 荷兰（百强单曲榜）                   | 65   |
| 葡萄牙（葡萄牙唱片业协会）           | 94   |
| 罗马尼亚（百强电台榜）               | 44   |
| 瑞士（瑞士热门音乐榜）               | 99   |
| 美国（《公告牌》舞曲/电音歌曲榜）    | 16   |
| 榜单（2019年）                       | 排名 |
| 葡萄牙（葡萄牙唱片业协会）           | 283  |
| 美国（《公告牌》舞曲/电音歌曲榜）    | 81   |

## 认证
| 地區                                                       | 认证    | 认证单位/销量 |
| ---------------------------------------------------------- | ------- | ------------- |
| 澳大利亚（澳大利亚唱片业协会）                             | 3× 白金 | 210,000‡      |
| 加拿大（加拿大音乐协会）                                   | 白金    | 80,000‡       |
| 丹麦（國際唱片業協會丹麥分會）                             | 金      | 45,000‡       |
| 意大利（意大利音乐产业联盟）                               | 金      | 25,000‡       |
| 波兰（波蘭音像製造商協會）                                 | 白金    | 20,000‡       |
| 葡萄牙（葡萄牙唱片業協會）                                 | 金      | 5,000‡        |
| 瑞士（國際唱片業協會瑞士分会）                             | 白金    | 20,000‡       |
| 英国（英国唱片业协会）                                     | 金      | 400,000‡      |
| 美国（美國唱片業協會）                                     | 白金    | 1,000,000‡    |
| *僅含認證的實際銷量 ^僅含認證的出貨量 ‡僅含認證的+實際銷量 |         |               |